# Frontera entre l'Afganistan i l'Uzbekistan
La frontera entre l'Afganistan i l'Uzbekistan és la frontera de 936 kilòmetres en sentit est-oest que separa el sud-oest de l'Uzbekistan (província de Surjandarin) del nord-est de l'Afganistan (província de Balkh). Abans de la dissolució de la Unió Soviètica en 1991 aquesta frontera era una petita porció de la llarga frontera entre Afganistan i la Unió Soviètica.

## Traçat
La frontera entre tots dos països és el riu Amudarià, a 50 kilòmetres al nord de la vila afganesa de Mazar-i-Sharif i de la ciutat usbeca de Termez. Comença a l'extrem occidental amb el trifini entre l'Afganistan, l'Uzbekistan i el Turkmenistan, i acaba a l'extrem oriental a la trifini entre ambdós estats i Tadjikistan.
No obstant això es va elevar una tanca de filferro d'arços d'alt voltatge (380 volts) i un camp de mines al voltant del riu Amudarià. La regió de la frontera està contínuament controlada per les patrulles militars de l'Uzbekistan. La creació d'aquesta zona es deu a l'entrada de l'exèrcit estataunidenc després dels atemptats de l'11 de setembre de 2001 per evitar fugides de la província de Surjandarin.
Existeix solament un pas fronterer anomenat el Pont de l'amistat Afganistan-Uzbekistan, prop del poble afganès de Hajratan.